# Eliminatoria al Campeonato Sub-16 de la AFC de 2014
La Eliminatoria al Campeonato Sub-16 de la AFC de 2014 contó con la participación de 43 selecciones infantiles de Asia que jugaron por 15 plazas para la fase final del torneo a disputarse en Tailandia junto al país anfitrión.

## Grupos

### Grupo A
- Los partidos se jugaron en Kuwait.

| País       | G | E | P | GF | GC | Pts |
| ---------- | - | - | - | -- | -- | --- |
| Kuwait     | 4 | 0 | 0 | 14 | 3  | 12  |
| Tayikistán | 2 | 1 | 1 | 19 | 3  | 7   |
| India      | 2 | 1 | 1 | 14 | 5  | 7   |
| Líbano     | 1 | 0 | 3 | 6  | 16 | 3   |
| Bután      | 0 | 0 | 4 | 3  | 29 | 0   |

| 21 de septiembre de 2013 | Tayikistán | 1–1     | India                  | Ali Sabah Al-Salem Stadium, Kuwait City                   |                                                           |
|                          | Saidov 36' | Reporte | Chakraborty 56' (pen.) | Asistencia: 70 espectadores Árbitro(s): Yaqoob Abdul Baki | Asistencia: 70 espectadores Árbitro(s): Yaqoob Abdul Baki |

| 21 de septiembre de 2013 | Bután                             | 2–4     | Líbano                                                     | Ali Sabah Al-Salem Stadium, Kuwait City              |                                                      |
|                          | Samten 90' · Ngawang 90+3' (pen.) | Reporte | Kharoubi 11' · Al Debek 32' · Abou Fakher 53' · Khayat 75' | Asistencia: 100 espectadores Árbitro(s): Aziz Asimov | Asistencia: 100 espectadores Árbitro(s): Aziz Asimov |

| 23 de septiembre de 2013 | Líbano  | 1–5     | Kuwait                                                         | Ali Sabah Al-Salem Stadium, Kuwait City                     |                                                             |
|                          | Zein 7' | Reporte | Al-Enezi 5' 16' · Al-Bariki 43' · Al-Hadiyah 66' · Ahmad 90+1' | Asistencia: 200 espectadores Árbitro(s): Çarymyrat Gurbanow | Asistencia: 200 espectadores Árbitro(s): Çarymyrat Gurbanow |

| 23 de septiembre de 2013 | Bután | 0–12    | Tayikistán | Ali Sabah Al-Salem Stadium, Kuwait City                   |                                                           |
|                          |       | Reporte | Khasanov 13' · Muhammadjoni 19' 27' · Tolibov 20' 49' 61' · Uzaqov 60' · Gulyakov 66' 67' 69' 89' · Malodustov 76' | Asistencia: 100 espectadores Árbitro(s): Khamis Al-Kuwari | Asistencia: 100 espectadores Árbitro(s): Khamis Al-Kuwari |

| 25 de septiembre de 2013 | Kuwait                                                | 5–0     | Bután | Ali Sabah Al-Salem Stadium, Kuwait City                    |                                                            |
|                          | Al Enezi 10' 18' · Al Bariki 43' 76' · Al Sulaili 57' | Reporte |       | Asistencia: 120 espectadores Árbitro(s): Yaqoob Abdul Baki | Asistencia: 120 espectadores Árbitro(s): Yaqoob Abdul Baki |

| 25 de septiembre de 2013 | India                                                    | 4–1     | Líbano       | Ali Sabah Al-Salem Stadium, Kuwait City                   |                                                           |
|                          | Nuruddin 10' · J. Singh 45+1' · Thapa 62' · B. Singh 66' | Reporte | Kharoubi 58' | Asistencia: 200 espectadores Árbitro(s): Fahad Al-Mirdasi | Asistencia: 200 espectadores Árbitro(s): Fahad Al-Mirdasi |

| 27 de septiembre de 2013 | India                                                                                                  | 8–1     | Bután     | Ali Sabah Al-Salem Stadium, Kuwait City                     |                                                             |
|                          | J. Singh 5' · Chakraborty 13' 31' 48' · Lalrinzuala 19' · B. Singh 42' · Lalrindika 73' · Nuruddin 76' | Reporte | Dorji 41' | Asistencia: 270 espectadores Árbitro(s): Çarymyrat Gurbanow | Asistencia: 270 espectadores Árbitro(s): Çarymyrat Gurbanow |

| 27 de septiembre de 2013 | Tayikistán       | 1–2     | Kuwait                          | Ali Sabah Al-Salem Stadium, Kuwait City                   |                                                           |
|                          | Muhammadjoni 54' | Reporte | Al Naser 42' · Al Rashidi 90+1' | Asistencia: 250 espectadores Árbitro(s): Fahad Al-Mirdasi | Asistencia: 250 espectadores Árbitro(s): Fahad Al-Mirdasi |

| 29 de septiembre de 2013 | Líbano | 0–5     | Tayikistán                                                     | Ali Sabah Al-Salem Stadium, Kuwait City                   |                                                           |
|                          |        | Reporte | Uzaqov 14' 33' · Muhammadjoni 16' · Tolibov 41' · Gulyakov 83' | Asistencia: 100 espectadores Árbitro(s): Khamis Al-Kuwari | Asistencia: 100 espectadores Árbitro(s): Khamis Al-Kuwari |

| 29 de septiembre de 2013 | Kuwait                         | 2–1     | India      | Ali Sabah Al-Salem Stadium, Kuwait City                |                                                        |
|                          | Khaled 9' · Salem 45+2' (pen.) | Reporte | Pandit 66' | Asistencia: 2,000 espectadores Árbitro(s): Aziz Asimov | Asistencia: 2,000 espectadores Árbitro(s): Aziz Asimov |

### Grupo B
- Los partidos se jugaron en Uzbekistán.

| País       | G                  | E                  | P                  | GF                 | GC                 | Pts                |
| ---------- | ------------------ | ------------------ | ------------------ | ------------------ | ------------------ | ------------------ |
| Uzbekistán | 2                  | 0                  | 0                  | 13                 | 0                  | 6                  |
| Yemen      | 1                  | 0                  | 1                  | 3                  | 5                  | 3                  |
| Palestina  | 0                  | 0                  | 2                  | 1                  | 12                 | 0                  |
| Maldivas   | Abandonó el torneo | Abandonó el torneo | Abandonó el torneo | Abandonó el torneo | Abandonó el torneo | Abandonó el torneo |

| 25 de septiembre de 2013 | Yemen                                | 3–1     | Palestina | JAR Stadium, Taskent                                      |                                                           |
|                          | Ahmed 28' · Abdullah 52' · Yahya 55' | Reporte | Atout 78' | Asistencia: 100 espectadores Árbitro(s): Masoud Tufaylieh | Asistencia: 100 espectadores Árbitro(s): Masoud Tufaylieh |

| 27 de septiembre de 2013 | PLE | 0–9     | Uzbekistán | JAR Stadium, Taskent                                     |                                                          |
|                          |     | Reporte | Murtazaev 4' · Kuchimov 7' 26' (pen.) · Nurulloev 50' 77' · Nurmatov 52' · Kurbonov 67' · Ganiev 83' (pen.) 90+2' | Asistencia: 300 espectadores Árbitro(s): Hamad Al-Hashmi | Asistencia: 300 espectadores Árbitro(s): Hamad Al-Hashmi |

| 29 de septiembre de 2013 | Uzbekistán                                           | 4–0     | Yemen | JAR Stadium, Taskent                                  |                                                       |
|                          | Khuchimov 11' 52' · Jumaev 58' · Mahmudxojiyev 90+5' | Reporte |       | Asistencia: 600 espectadores Árbitro(s): Pratap Singh | Asistencia: 600 espectadores Árbitro(s): Pratap Singh |

### Grupo C
- Los partidos se jugaron en Nepal.

| País         | G | E | P | GF | GC | Pts |
| ------------ | - | - | - | -- | -- | --- |
| Nepal        | 2 | 1 | 0 | 8  | 2  | 7   |
| Baréin       | 2 | 0 | 1 | 5  | 4  | 6   |
| Irak         | 1 | 1 | 1 | 11 | 5  | 4   |
| Turkmenistán | 0 | 0 | 3 | 2  | 15 | 0   |

| 25 de septiembre de 2013 | Irak                                                                                             | 8–1     | Turkmenistán | Dasarath Rangasala Stadium, Katmandú                       |                                                            |
|                          | Al-Msharrafawee 10' 59' 84' (pen.) · Al-Shmailawi 68' · Tuaimah 78' · Gatea 80' 87' · Atiyah 90' | Reporte | Metdaýew 22' | Asistencia: 1,000 espectadores Árbitro(s): Rowan Arumughan | Asistencia: 1,000 espectadores Árbitro(s): Rowan Arumughan |

| 25 de septiembre de 2013 | Baréin | 0–2     | Nepal                    | Dasarath Rangasala Stadium, Katmandú                          |                                                               |
|                          |        | Reporte | Bista 12' · Tamang 45+3' | Asistencia: 4,400 espectadores Árbitro(s): Tayeb Shamsuzzaman | Asistencia: 4,400 espectadores Árbitro(s): Tayeb Shamsuzzaman |

| 27 de septiembre de 2013 | Turkmenistán | 1–3     | Baréin                      | Dasarath Rangasala Stadium, Katmandú                  |                                                       |
|                          | Metdaýew 15' | Reporte | Jasim 12' 45+1' · Ameen 53' | Asistencia: 500 espectadores Árbitro(s): Sgt. Win Cho | Asistencia: 500 espectadores Árbitro(s): Sgt. Win Cho |

| 27 de septiembre de 2013 | Nepal                 | 2–2     | Irak | Dasarath Rangasala Stadium, Katmandú                       |                                                            |
|                          | Magar 50' · Bista 70' | Reporte |      | Asistencia: 4,500 espectadores Árbitro(s): Shahzad Khurram | Asistencia: 4,500 espectadores Árbitro(s): Shahzad Khurram |

| 29 de septiembre de 2013 | Irak          | 1–2     | Baréin                | Dasarath Rangasala Stadium, Katmandú                          |                                                               |
|                          | Abdulhadi 40' | Reporte | Jasim 9' · Naseem 14' | Asistencia: 1,000 espectadores Árbitro(s): Tayeb Shamsuzzaman | Asistencia: 1,000 espectadores Árbitro(s): Tayeb Shamsuzzaman |

| 29 de septiembre de 2013 | Nepal                               | 4–0     | Turkmenistán | Dasarath Rangasala Stadium, Katmandú                       |                                                            |
|                          | Magar 45+2' 51' 82' · Rajbanshi 75' | Reporte |              | Asistencia: 6,300 espectadores Árbitro(s): Shahzad Khurram | Asistencia: 6,300 espectadores Árbitro(s): Shahzad Khurram |

### Grupo D
- Los partidos se jugaron en Jordania.

| País           | G | E | P | GF | GC | Pts |
| -------------- | - | - | - | -- | -- | --- |
| Arabia Saudita | 2 | 1 | 0 | 4  | 1  | 7   |
| Siria          | 1 | 2 | 0 | 7  | 4  | 5   |
| Afganistán     | 1 | 0 | 2 | 2  | 6  | 3   |
| Jordania       | 0 | 1 | 2 | 6  | 8  | 1   |

| 25 de septiembre de 2013 | Arabia Saudita                     | 2–0     | Afganistán | Prince Mohammed Stadium, Zarqa                      |                                                     |
|                          | Abu Shae 36' (pen.) · Abdullah 70' | Reporte |            | Asistencia: 50 espectadores Árbitro(s): Ahmed Aslam | Asistencia: 50 espectadores Árbitro(s): Ahmed Aslam |

| 25 de septiembre de 2013 | Siria                                                          | 4–4     | Jordania                                                    | Estadio Internacional de Amán, Amán                 |                                                     |
|                          | Kibabi 38' · Barakat 53' · Mohamad Al-Hallak 73' · Jaddoua 89' | Reporte | Al-Maloukh 32' · Al-Jaafreh 43' · Obaid 80' · Tannous 90+2' | Asistencia: 215 espectadores Árbitro(s): Ali Shaban | Asistencia: 215 espectadores Árbitro(s): Ali Shaban |

| 27 de septiembre de 2013 | Afganistán | 0–3     | Siria                             | Prince Mohammed Stadium, Zarqa                            |                                                           |
|                          |            | Reporte | Jaddoua 69' · Al Hallak 89' 90+3' | Asistencia: 52 espectadores Árbitro(s): Mukhtar Al Yarimi | Asistencia: 52 espectadores Árbitro(s): Mukhtar Al Yarimi |

| 27 de septiembre de 2013 | Jordania         | 1–2     | Arabia Saudita                | Estadio Internacional de Amán, Amán                        |                                                            |
|                          | Abu Jalboush 42' | Reporte | Al-Salem 56' · Abu Shae 90+5' | Asistencia: 100 espectadores Árbitro(s): Naseer Ahmad Rana | Asistencia: 100 espectadores Árbitro(s): Naseer Ahmad Rana |

| 29 de septiembre de 2013 | Siria | 0–0     | Arabia Saudita | Prince Mohammed Stadium, Zarqa                     |                                                    |
|                          |       | Reporte |                | Asistencia: 40 espectadores Árbitro(s): Ali Shaban | Asistencia: 40 espectadores Árbitro(s): Ali Shaban |

| 29 de septiembre de 2013 | Afganistán               | 2–1     | Jordania     | Estadio Internacional de Amán, Amán                 |                                                     |
|                          | Waziri 50' · Mansory 67' | Reporte | Shdaifat 10' | Asistencia: 43 espectadores Árbitro(s): Ahmed Aslam | Asistencia: 43 espectadores Árbitro(s): Ahmed Aslam |

### Grupo E
- Los partidos se jugaron en Pakistán.

| País      | G | E | P | GF | GC | Pts |
| --------- | - | - | - | -- | -- | --- |
| Irán      | 3 | 0 | 0 | 13 | 0  | 9   |
| UAE       | 2 | 0 | 1 | 8  | 3  | 6   |
| Pakistán  | 0 | 1 | 2 | 0  | 4  | 1   |
| Sri Lanka | 0 | 1 | 2 | 0  | 14 | 1   |

| 25 de septiembre de 2013 | Irán                                                                                       | 8–0     | Sri Lanka | Peoples Football Stadium, Karachi                             |                                                               |
|                          | Karimi 13' 25' · Darzi 30' · Shekari 37' · Dehghani 41' · Mokhtari 67' 85' · Khodadadi 68' | Reporte |           | Asistencia: 2,500 espectadores Árbitro(s): Dmitriy Mashentsev | Asistencia: 2,500 espectadores Árbitro(s): Dmitriy Mashentsev |

| 25 de septiembre de 2013 | UAE                              | 2–0     | Pakistán | Peoples Football Stadium, Karachi                            |                                                              |
|                          | Al-Matroushi 68' · Al-Otaiba 88' | Reporte |          | Asistencia: 3,000 espectadores Árbitro(s): Jameel Abdulhusin | Asistencia: 3,000 espectadores Árbitro(s): Jameel Abdulhusin |

| 27 de septiembre de 2013 | Pakistán | 0–2     | Irán                      | Peoples Football Stadium, Karachi                          |                                                            |
|                          |          | Reporte | Mokhtari 30' · Shamsi 78' | Asistencia: 1,500 espectadores Árbitro(s): Khamis Al-Marri | Asistencia: 1,500 espectadores Árbitro(s): Khamis Al-Marri |

| 27 de septiembre de 2013 | Sri Lanka | 0–6     | UAE                                                       | Peoples Football Stadium, Karachi                     |                                                       |
|                          |           | Reporte | Al-Otaiba 2' (pen.) · Yadoo 7' 66' · Al-Naqbi 23' 35' 59' | Asistencia: 950 espectadores Árbitro(s): Taweel Feras | Asistencia: 950 espectadores Árbitro(s): Taweel Feras |

| 29 de septiembre de 2013 | Irán                             | 3–0     | UAE | Peoples Football Stadium, Karachi                          |                                                            |
|                          | Shekari 30' · Mokhtari 45+1' 47' | Reporte |     | Asistencia: 4,100 espectadores Árbitro(s): Jameel Mohammed | Asistencia: 4,100 espectadores Árbitro(s): Jameel Mohammed |

| 29 de septiembre de 2013 | Pakistán | 0–0     | Sri Lanka | Peoples Football Stadium, Karachi                             |                                                               |
|                          |          | Reporte |           | Asistencia: 2,500 espectadores Árbitro(s): Dmitriy Mashentsev | Asistencia: 2,500 espectadores Árbitro(s): Dmitriy Mashentsev |

### Grupo F
- Los partidos se jugaron en Kirguistán.

| País       | G                  | E                  | P                  | GF                 | GC                 | Pts                |
| ---------- | ------------------ | ------------------ | ------------------ | ------------------ | ------------------ | ------------------ |
| Omán       | 1                  | 1                  | 0                  | 7                  | 6                  | 4                  |
| Catar      | 1                  | 0                  | 1                  | 7                  | 7                  | 3                  |
| Kirguistán | 0                  | 1                  | 1                  | 6                  | 7                  | 1                  |
| Bangladés  | Abandonó el torneo | Abandonó el torneo | Abandonó el torneo | Abandonó el torneo | Abandonó el torneo | Abandonó el torneo |

| 25 de septiembre de 2013 | Omán                               | 3–3     | Kirguistán                                      | Spartak Stadium, Biskek                                         |                                                                 |
|                          | Al-Siyabi 10' 76' · Al-Yahyaei 72' | Reporte | Ibraimov 31' · Batyrkanov 35' · Mambetaliev 89' | Asistencia: 2,500 espectadores Árbitro(s): Abdulshaheed Mohamed | Asistencia: 2,500 espectadores Árbitro(s): Abdulshaheed Mohamed |

| 27 de septiembre de 2013 | Kirguistán                                            | 3–4     | Catar                                                 | Spartak Stadium, Biskek                                             |                                                                     |
|                          | Almaz 34' (pen.) · Al-Hitmi 54' (a.g.) · Kadyrbek 87' | Reporte | Ahmed 5' · Al-Meghessib 15' (pen.) · Palang 31' 90+1' | Asistencia: 4,000 espectadores Árbitro(s): Ali Sabah Adday Al-Qaysi | Asistencia: 4,000 espectadores Árbitro(s): Ali Sabah Adday Al-Qaysi |

| 29 de septiembre de 2013 | Catar                                       | 3-4     | Omán                                   | Spartak Stadium, Biskek                                      |                                                              |
|                          | Sheban 55' · Ghaderi 90+4' · Al-Naimi 90+5' | Reporte | Al-Siyabi 33' 79' 86' · Al-Yahyaei 82' | Asistencia: 1,000 espectadores Árbitro(s): Mohammad Abu Loum | Asistencia: 1,000 espectadores Árbitro(s): Mohammad Abu Loum |

### Grupo G
- Los partidos se jugaron en Hong Kong.

| País         | G | E | P | GF | GC | Pts |
| ------------ | - | - | - | -- | -- | --- |
| Australia    | 4 | 0 | 0 | 26 | 2  | 12  |
| Hong Kong    | 3 | 0 | 1 | 12 | 4  | 9   |
| Singapur     | 2 | 0 | 2 | 14 | 8  | 6   |
| China Taipéi | 1 | 0 | 3 | 7  | 13 | 3   |
| Macao        | 0 | 0 | 4 | 1  | 33 | 0   |

| 21 de septiembre de 2013 | Macao | 0–5     | China Taipéi                                                                          | Hong Kong Football Club Stadium, Hong Kong            |                                                       |
|                          |       | Reporte | Yu Chia-huang 9' 62' · Tsou Yu-chieh 11' · Huang Jyun-wun 33' · Lan Hao-yu 41' (pen.) | Asistencia: 100 espectadores Árbitro(s): Ko Hyung-Jin | Asistencia: 100 espectadores Árbitro(s): Ko Hyung-Jin |

| 21 de septiembre de 2013 | Hong Kong                                            | 4–1     | Singapur       | Hong Kong Football Club Stadium, Hong Kong              |                                                         |
|                          | Matthew Ho 2' 55' · Yu Wai Lim 27' · Ho Chik Hin 29' | Reporte | Zulqarnaen 74' | Asistencia: 200 espectadores Árbitro(s): Yudai Yamamoto | Asistencia: 200 espectadores Árbitro(s): Yudai Yamamoto |

| 23 de septiembre de 2013 | Macao | 0–5     | Hong Kong                                               | Hong Kong Football Club Stadium, Hong Kong               |                                                          |
|                          |       | Reporte | Cheng Chin Lung 24' 81' · Jordan Lam 42' 74' (pen.) 80' | Asistencia: 150 espectadores Árbitro(s): Thong Chanketya | Asistencia: 150 espectadores Árbitro(s): Thong Chanketya |

| 24 de septiembre de 2013 | China Taipéi | 0–7     | Australia                                                                 | Hong Kong Football Club Stadium, Hong Kong                   |                                                              |
|                          |              | Reporte | Panetta 20' · Bandiera 23' 39' 61' 76' · Fotakopoulos 31' · Dimitroff 35' | Asistencia: 150 espectadores Árbitro(s): Nivon Robesh Gamini | Asistencia: 150 espectadores Árbitro(s): Nivon Robesh Gamini |

| 25 de septiembre de 2013 | Australia | 14–1    | Macao             | Hong Kong Football Club Stadium, Hong Kong               |                                                          |
|                          | Reiners 4' 51' · D'Agostino 5' 31' (pen.) · Devereux 15' · Stokes 17' · de Godoy 19' 43' · Petratos 22' 82' · Kim 63' · Mendez 70' · Caletti 76' · Maskin 90+1' | Reporte | Vong Chak Man 56' | Asistencia: 100 espectadores Árbitro(s): Thong Chanketya | Asistencia: 100 espectadores Árbitro(s): Thong Chanketya |

| 25 de septiembre de 2013 | Singapur                     | 3–1     | China Taipéi       | Hong Kong Football Club Stadium, Hong Kong           |                                                      |
|                          | Said 5' 42' (pen.) · Onn 62' | Reporte | Huang Jyun-wun 68' | Asistencia: 50 espectadores Árbitro(s): Ko Hyung-Jin | Asistencia: 50 espectadores Árbitro(s): Ko Hyung-Jin |

| 27 de septiembre de 2013 | Singapur | 9–0     | Macao | Hong Kong Football Club Stadium, Hong Kong                  |                                                             |
|                          | Muhammad Zulqarnaen 3' 18' (pen.) · Anugrah 25' · Royston Tan Jia Jie 28' 34' 38' · Prakash Raj 45' · Muhd Syukri Bin Mohd Bashir 54' 61' | Reporte |       | Asistencia: 50 espectadores Árbitro(s): Nivon Robesh Gamini | Asistencia: 50 espectadores Árbitro(s): Nivon Robesh Gamini |

| 27 de septiembre de 2013 | Hong Kong | 0–2     | Australia                    | Hong Kong Football Club Stadium, Hong Kong              |                                                         |
|                          |           | Reporte | D'Agostino 33' · Brimmer 39' | Asistencia: 230 espectadores Árbitro(s): Yudai Yamamoto | Asistencia: 230 espectadores Árbitro(s): Yudai Yamamoto |

| 29 de septiembre de 2013 | Australia                                        | 3–1     | Singapur            | Hong Kong Football Club Stadium, Hong Kong             |                                                        |
|                          | Devereux 13' · Panetta 16' · Bandiera 52' (pen.) | Reporte | Haiqal Anugerah 39' | Asistencia: 50 espectadores Árbitro(s): Yudai Yamamoto | Asistencia: 50 espectadores Árbitro(s): Yudai Yamamoto |

| 29 de septiembre de 2013 | China Taipéi       | 1–3     | Hong Kong                                            | Hong Kong Football Club Stadium, Hong Kong            |                                                       |
|                          | Hsieh Chun-ping 5' | Reporte | Matthew Ho 20' · Cheng Chun Yin 43' · Jordan Lam 52' | Asistencia: 240 espectadores Árbitro(s): Ko Hyung-Jin | Asistencia: 240 espectadores Árbitro(s): Ko Hyung-Jin |

### Grupo H
- Los partidos se jugaron en Laos.

| País          | G | E | P | GF | GC | Pts |
| ------------- | - | - | - | -- | -- | --- |
| Malasia       | 3 | 1 | 0 | 24 | 1  | 10  |
| Corea del Sur | 3 | 0 | 1 | 26 | 3  | 9   |
| Laos          | 2 | 1 | 1 | 14 | 5  | 7   |
| Brunéi        | 1 | 0 | 3 | 4  | 21 | 3   |
| Guam          | 0 | 0 | 4 | 1  | 39 | 0   |

| 21 de septiembre de 2013 | Brunéi                               | 4–1     | Guam       | New Laos National Stadium, Vientián                      |                                                          |
|                          | Nazirrudin 16' · Muhamad 38' 42' 73' | Reporte | Benito 27' | Asistencia: 150 espectadores Árbitro(s): Timur Faizullin | Asistencia: 150 espectadores Árbitro(s): Timur Faizullin |

| 21 de septiembre de 2013 | Malasia   | 1–1     | Laos           | New Laos National Stadium, Vientián                |                                                    |
|                          | Ahmad 80' | Reporte | Sinthanong 88' | Asistencia: 1,000 espectadores Árbitro(s): Ma Ning | Asistencia: 1,000 espectadores Árbitro(s): Ma Ning |

| 23 de septiembre de 2013 | Brunéi | 0–8     | Malasia | New Laos National Stadium, Vientián                  |                                                      |
|                          |        | Reporte | Najmuddin 4' · Ishyra 35' (a.g.) · Shahrul 40' · Kogileswaran 44' 85' · Shyamierul 65' · Ashraf 73' · Najib 90+2' | Asistencia: 100 espectadores Árbitro(s): Vo Minh Tri | Asistencia: 100 espectadores Árbitro(s): Vo Minh Tri |

| 23 de septiembre de 2013 | Guam | 0–13    | Corea del Sur | New Laos National Stadium, Vientián                    |                                                        |
|                          |      | Reporte | Jo Sang-hyun 3' 66' 90+2' · Park Myeong-su 11' · Lee Sang-heon 24' · Lee Yeon-gyu 33' 49' 85' · Kang Sang-hee 37' 45' · Lee Yon-geon 40' · You Ju-an 54' · Kim Ho 81' | Asistencia: 300 espectadores Árbitro(s): Sukhbir Singh | Asistencia: 300 espectadores Árbitro(s): Sukhbir Singh |

| 25 de septiembre de 2013 | Corea del Sur | 9–0     | Brunéi | New Laos National Stadium, Vientián              |                                                  |
|                          | Yuk Geun-Hyeouk 8' 77' 89' · Lee Hyeong-Kyeong 26' 43' 90+1' · You Juan 37' · Park Dae-Won 50' · Jang Gyeol-Hee 73' | Reporte |        | Asistencia: 250 espectadores Árbitro(s): Ma Ning | Asistencia: 250 espectadores Árbitro(s): Ma Ning |

| 25 de septiembre de 2013 | Laos                                                                                    | 9–0     | Guam | New Laos National Stadium, Vientián                          |                                                              |
|                          | Laithaya 13' · Sinthanong 21' 52' · Hatsady 28' 65' 69' 74' · Lathasay 50' · Maitee 78' | Reporte |      | Asistencia: 2,000 espectadores Árbitro(s): Md Mizanur Rahman | Asistencia: 2,000 espectadores Árbitro(s): Md Mizanur Rahman |

| 27 de septiembre de 2013 | Malasia                      | 2–0     | Corea del Sur | New Laos National Stadium, Vientián                      |                                                          |
|                          | Najmuddin 45+1' · Ashraf 61' | Reporte |               | Asistencia: 300 espectadores Árbitro(s): Timur Faizullin | Asistencia: 300 espectadores Árbitro(s): Timur Faizullin |

| 27 de septiembre de 2013 | Laos                                     | 3–0     | Brunéi | New Laos National Stadium, Vientián                    |                                                        |
|                          | Aphixay 24' · Soulivanh 36' · Salath 84' | Reporte |        | Asistencia: 2,500 espectadores Árbitro(s): Vo Minh Tri | Asistencia: 2,500 espectadores Árbitro(s): Vo Minh Tri |

| 29 de septiembre de 2013 | Guam | 0–13    | Malasia | New Laos National Stadium, Vientián                        |                                                            |
|                          |      | Reporte | Shahfizam 6' · Najmuddin 9' 16' 48' · Firdaus 14' 68' · Najib 22' 23' 63' · Kogi 57' (pen.) · Abang 78' 80' 90+1' | Asistencia: 500 espectadores Árbitro(s): Md Mizanur Rahman | Asistencia: 500 espectadores Árbitro(s): Md Mizanur Rahman |

| 29 de septiembre de 2013 | Corea del Sur                | 4–1     | Laos           | New Laos National Stadium, Vientián                      |                                                          |
|                          | Lee Seung-Woo 2' 18' 34' 75' | Reporte | Laithaya 90+3' | Asistencia: 3,000 espectadores Árbitro(s): Sukhbir Singh | Asistencia: 3,000 espectadores Árbitro(s): Sukhbir Singh |

### Grupo I
- Los partidos se jugaron en China.

| País                     | G | E | P | GF | GC | Pts |
| ------------------------ | - | - | - | -- | -- | --- |
| Corea del Norte          | 2 | 1 | 0 | 21 | 0  | 7   |
| China                    | 2 | 1 | 0 | 16 | 1  | 7   |
| Birmania                 | 1 | 0 | 2 | 6  | 5  | 3   |
| Islas Marianas del Norte | 0 | 0 | 3 | 0  | 37 | 0   |

| 25 de septiembre de 2013 | Corea del Norte                             | 3–0     | Birmania | Hankou Cultural Sports Centre, Wuhan                 |                                                      |
|                          | Jong Chang-Bom 62' 72' · Han Kwang-Song 70' | Reporte |          | Asistencia: 60 espectadores Árbitro(s): Yu Ming-hsun | Asistencia: 60 espectadores Árbitro(s): Yu Ming-hsun |

| 25 de septiembre de 2013 | China | 14–0    | Islas Marianas del Norte | Hankou Cultural Sports Centre, Wuhan                  |                                                       |
|                          | Zhang Huachen 4' (pen.) 39' 69' · Duan Liuyu 6' 11' 38' · Nie Meng 16' · Liu Ruofan 29' 45+2' 58' · Gong Chunjie 61' · Zhou Shengzhi 64' · Lin Zefeng 77' · Xie Zhiwei 82' | Reporte |                          | Asistencia: 100 espectadores Árbitro(s): Kim Dae-Yong | Asistencia: 100 espectadores Árbitro(s): Kim Dae-Yong |

| 27 de septiembre de 2013 | Islas Marianas del Norte | 0–18    | Corea del Norte | Hankou Cultural Sports Centre, Wuhan                       |                                                            |
|                          |                          | Reporte | Jong Chang-Bom 3' 20' 55' 67' · Kim Ye-Bom 4' 10' 28' 51' · Han Kwang-Song 6' · Yon Jun-Hyok 24' 45' 45+2' 69' · O Chung-Guk 26' 72' · Choe Jin-Nam 75' 76' · Kim Jin-Hyok 90+3' | Asistencia: 60 espectadores Árbitro(s): Hiroyoshi Takayama | Asistencia: 60 espectadores Árbitro(s): Hiroyoshi Takayama |

| 27 de septiembre de 2013 | Birmania    | 1–2     | China                           | Hankou Cultural Sports Centre, Wuhan                  |                                                       |
|                          | Shwe Ko 61' | Reporte | Liu Ruofan 22' · Duan Liuyu 79' | Asistencia: 200 espectadores Árbitro(s): Kim Dae-Yong | Asistencia: 200 espectadores Árbitro(s): Kim Dae-Yong |

| 29 de septiembre de 2013 | Birmania                                                                                | 5–0     | Islas Marianas del Norte | Hankou Cultural Sports Centre, Wuhan                  |                                                       |
|                          | Soe Moe Tun 37' · Kyaw Zin Oo 45+1' (pen.) · Zwe Thet Paing 51' 76' · Sann Thu Aung 61' | Reporte |                          | Asistencia: 50 espectadores Árbitro(s): Dinh Van Dung | Asistencia: 50 espectadores Árbitro(s): Dinh Van Dung |

| 29 de septiembre de 2013 | China | 0–0     | Corea del Norte | Hankou Cultural Sports Centre, Wuhan                        |                                                             |
|                          |       | Reporte |                 | Asistencia: 300 espectadores Árbitro(s): Hiroyoshi Takayama | Asistencia: 300 espectadores Árbitro(s): Hiroyoshi Takayama |

### Grupo J
- Los partidos se jugaron en Malasia.

| País      | G | E | P | GF | GC | Pts |
| --------- | - | - | - | -- | -- | --- |
| Japón     | 3 | 0 | 0 | 14 | 1  | 9   |
| Vietnam   | 2 | 0 | 1 | 6  | 3  | 6   |
| Indonesia | 0 | 1 | 2 | 1  | 5  | 1   |
| Filipinas | 0 | 1 | 2 | 0  | 12 | 1   |

| 25 de septiembre de 2013 | Japón                                                                       | 9–0     | Filipinas | Kuala Lumpur Stadium, Kuala Lumpur                     |                                                        |
|                          | Akama 33' 40' 45' 48' 81' · Sugiura 37' · Kato 57' · Koga 67' · Onozawa 86' | Reporte |           | Asistencia: 80 espectadores Árbitro(s): Suhaizi Shukri | Asistencia: 80 espectadores Árbitro(s): Suhaizi Shukri |

| 25 de septiembre de 2013 | Indonesia  | 1–2     | Vietnam                       | Kuala Lumpur Stadium, Kuala Lumpur               |                                                  |
|                          | Ryanto 89' | Reporte | Phạm Trọng Hóa 10' (pen.) 82' | Asistencia: 100 espectadores Árbitro(s): Wang Di | Asistencia: 100 espectadores Árbitro(s): Wang Di |

| 27 de septiembre de 2013 | Vietnam            | 1–2     | Japón                      | Kuala Lumpur Stadium, Kuala Lumpur                     |                                                        |
|                          | Phạm Trọng Hóa 70' | Reporte | Iyoha 33' · Shimoguchi 86' | Asistencia: 80 espectadores Árbitro(s): Jarred Gillett | Asistencia: 80 espectadores Árbitro(s): Jarred Gillett |

| 27 de septiembre de 2013 | Filipinas | 0–0     | Indonesia | Kuala Lumpur Stadium, Kuala Lumpur                       |                                                          |
|                          |           | Reporte |           | Asistencia: 50 espectadores Árbitro(s): Ashkan Khorshidi | Asistencia: 50 espectadores Árbitro(s): Ashkan Khorshidi |

| 29 de septiembre de 2013 | Japón                       | 3–0     | Indonesia | Kuala Lumpur Stadium, Kuala Lumpur              |                                                 |
|                          | Watanabe 52' · Doan 61' 67' | Reporte |           | Asistencia: 80 espectadores Árbitro(s): Wang Di | Asistencia: 80 espectadores Árbitro(s): Wang Di |

| 29 de septiembre de 2013 | Vietnam                                                  | 3–0     | Filipinas | Kuala Lumpur Stadium, Kuala Lumpur                     |                                                        |
|                          | Lê Tiến Anh 28' · Nguyễn Văn Huy 68' · Hoàng Thế Tài 90' | Reporte |           | Asistencia: 40 espectadores Árbitro(s): Suhaizi Shukri | Asistencia: 40 espectadores Árbitro(s): Suhaizi Shukri |

## Clasificados
| - Australia - China - Hong Kong - Irán | - Japón - Kuwait - Malasia - Nepal | - Corea del Norte - Omán - Catar - Arabia Saudita | - Corea del Sur - Siria - Tailandia (anfitrión) - Uzbekistán |